# 千塚池

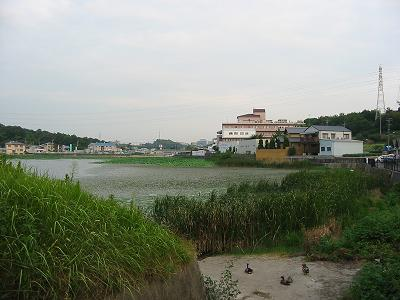
千塚池

千塚池（ちづかいけ）は、広島県福山市千田町にある農業用のため池。

## 概要
「千塚」と呼ばれるように周囲には多くの古墳があった（現在は開発などで殆どが消滅）。北側（千田町）方面に水を供給している。なお、千田町が開発されたのは正徳頃だと言われているので、千塚池の成立も江戸時代後期だと思われる。レッドデータブックに指定されている、オニバスの広島県東部で唯一の生息地である。

## 交通
JR西日本福塩線 横尾駅下車

## 千塚池の生き物
- アイガモ
- バン
- ミコアイサ

座標: 北緯34度31分07秒 東経133度23分10秒 / 北緯34.518611度 東経133.386111度